# Alanya Cup 2023
La Alanya Cup 2023, prima edizione della corsa, valevole come prova dell'UCI Europe Tour 2023 categoria 1.2, si svolse il 4 marzo 2023 per un percorso di 127,2 km, con partenza e arrivo ad Alanya, in Turchia. La vittoria fu appannaggio del sudafricano Willie Smit, il quale completò il percorso in 3h16'34" alla media di 38,827 km/h, precedendo il turco Burak Abay e l'uzbeco Danil Evdokimov.
Al traguardo di Alanya sono stati 60 i ciclisti, dei 77 partiti, portarono a termine la competizione.

## Squadre e corridori partecipanti[1]
| N.    | Cod. | Squadra                        |
| ----- | ---- | ------------------------------ |
| 1-6   | AAM  | Almaty Astana Motors           |
| 11-17 | BGS  | Beykoz Belediyesi Spor Kulübü  |
| 21-27 | CGS  | China Glory Continental CT     |
| 31-37 | KBB  | Konya Büyükşehir Belediye Spor |
| 41-47 | STC  | Spor Toto Cycling Team         |
| 51-54 | TCM  | Tashkent City Professional CT  |
| 61-65 | UZB  | Uzbekistan                     |

| N.      | Cod. | Squadra                        |
| ------- | ---- | ------------------------------ |
| 71-76   |      | Velo Bursa Bisiklet Takımı     |
| 81-85   |      | Şanlıurfa Gençlik Spor         |
| 91-97   |      | Bisvo Enda Tour Regional CT    |
| 101-104 |      | Çatalhuyuk Cumra Belediye Spor |
| 111-117 |      | Team ISS Academy SK            |
| 121-125 |      | Queen Sport Club               |

## Ordine d'arrivo (Top 10)
| Pos. | Corridore         | Squadra    | Tempo    |
| ---- | ----------------- | ---------- | -------- |
| 1    | Willie Smit       | China Gl.  | 3h16'34" |
| 2    | Burak Abay        | Konya      | a 2"     |
| 3    | Danil Evdokimov   | Uzbekistan | a 3"     |
| 4    | Rwslan Älïev      | Almaty     | s.t.     |
| 5    | Sergej Rostovcev  | Beykoz     | s.t.     |
| 6    | Lyu Xianjing      | China Gl.  | s.t.     |
| 7    | Anatolij Budjak   | Bisvo      | s.t.     |
| 8    | Teng Geng         | China Gl.  | s.t.     |
| 9    | Akramjon Sunnatov | Tashkent   | a 5"     |
| 10   | Anton Kwzmïn      | Almaty     | s.t.     |